# Принцип невтручання
Принцип невтруча́ння — міжнародне зобов'язання не втручатися в питання, що належать винятково до внутрішньої компетенції незалежної держави. Цей обов'язок співвідноситься з поняттям суверенітету і виражає основні практичні наслідки суверенітету для інших держав.
«Антиінтервенціонізм» прийнято розуміти, як зовнішньополітичну концепцію «військового та політичного невтручання у міжнародні справи та у внутрішні справи суверенних держав». У політологічному лексиконі додатково існує термін «ізоляціонізм», яким іноді помилково взаємно підміняють поняття «антиінтервенціонізм». «Ізоляціонізм» слід трактувати трохи ширше як «зовнішньополітичну макростратегію військового та політичного невтручання у міжнародні справи та у внутрішні справи суверенних держав, пов'язану з торгово-економічним протекціонізмом та з культурно-релігійним відокремленням, а також з неможливістю перебувати у постійних військових альянсів, зі залишенням, проте, можливості участі у тимчасових військових союзах, відповідальних актуальним інтересам держави та у постійно діючих міжнародних організаціях цивільного характеру».
Принцип невтручання у внутрішні справи — один з основних принципів сучасного міжнародного права. Цей принцип закріплений у пункті 7 статті 2 Статуту ООН. Принцип конкретизований у міжнародних документах:
- Декларації про принципи міжнародного права 1970 року,
- Заключнім акті НБСЄ 1975 року,
- Декларації ООН про неприпустимість інтервенції і втручання у внутрішні справи держави, про відгороджений їх незалежності і суверенітету 1982 року.